# 广岛文化学园大学
广岛文化学园大学（英語：Hiroshima Bunka Gakuen University）位于广岛县吴市乡原1-1-1，为日本的私立大学，1964年建校，1994年设置。

## 沿革
1986年，吴女子短期大学开学。
1995年，吴大学开学。
1996年，吴女子短期大学更名为吴大学短期大学部。
2009年，学校更名为广岛文化学园大学。

## 校址
吴车站、乡原、阿贺、坂四个校区。

## 学部
- 社会情报学部
  - 社会情报学科
  - 福祉情报学科
- 看护学部
  - 看护学科
- 学艺学部
  - 婴儿教育学科
  - 音乐学科
- 短期大学部

### 大学院
- 社会情报研究科（博士课程）
- 看护学研究科（修士课程）

## 对外交流
广岛文化学园大学的主要交流学校源自中国大陆。
- 东北师范大学（吉林省长春市）
- 四川外语学院（重庆市）
- 大连外国语学院（辽宁省大连市）
- 温州大学（浙江省）